# Rob Kearney
Robert Kearney (Dundalk, 26 de marzo de 1986) es un jugador irlandés de rugby que se desempeña como fullback. Juega para el XV del trébol y jugó en los British and Irish Lions para las giras a Sudáfrica 2009 y Australia 2013.

## Biografía
Nacido y criado en la península de Cooley, Kearney, como muchos de sus semejantes, se vio implicado en el deporte desde muy joven. El deporte más popular en la región es el fútbol gaélico. 
De joven también jugó para el Clongowes Wood College y fútbol gaélico para Louth en el All-Ireland Minor Football Championship.
Estudio Arte en el University College Dublin. Se graduó en abril de 2010 con un  grado Bachelor of Arts.
Kearney es el segundo de los cuatro hermanos Kearney. Tiene un hermano mayor, Richard, otro menor David (Dave) y el más joven es una hermana llamada Sara. 

## Carrera internacional
Kearney representó a Irlanda de niño y en categorías inferiores, hasta de que le llamaran a la selección absoluta para el Seis Naciones de 2008. Hizo dos ensayos, uno contra Escocia y otro contra Irlanda. Formó parte del victorioso equipo irlandés que ganó el Seis Naciones de 2009, la Triple Corona y el Grand Slam. Uno de los incidentes más famosos en la carrera de Kearney fue un alto incidente de placaje implicando al italiano Andrea Masi en el primer minuto del juego. El incidente se tomó como indicativo del peligro que representa Kearney en ataque.
El 21 de abril de 2009, Kearney fue nombrado para el equipo de los British and Irish Lions de gira por Sudáfrica en 2009.
En la Copa Mundial de Rugby 2011 Kearney fue seleccionado pero resultó lesionado en el primer partido contra los Estados Unidos, sin embargo, él jugó en todo el resto de los partidos que llevó a Irlanda hasta cuartos de final. 
Kearney jugó el Seis Naciones de 2012 y fue incluido entre los que jugaron contra Gales en el partido inaugural. Jugó el resto de los partidos en los que Irlanda terminó tercero en el Seis Naciones. También ha aparecido en el Torneo de las Seis Naciones 2013.
Seleccionado para formar parte de la selección irlandesa de la Copa Mundial de Rugby de 2015, salió de titular en el primer partido del grupo, y logró un ensayo en la segunda parte, contribuyendo así a la victoria de su equipo 50-7 contra Canadá. En el partido contra Rumanía, que terminó con victoria irlandesa 44-10, Rob Kearney logró un ensayo. Finalmente, en el último partido de la fase de grupos, volvió a ensayar en la victoria de su equipo sobre Francia 9-24. 
- Campeón Pro 12, 2007-2008 (Leinster).
- Campeón Pro 12, 2012-2013 (Leinster).
- Campeón Pro 12, 2013-2014 (Leinster).
- Campeón Champions Cup 2008-2009 (Leinster).[11]
- Campeón Champions Cup 2011-2012 (Leinster).
- Campeón European Challenge Cup 2011-2012 (Leinster).[12]
- Campeón Torneo de las Seis Naciones 2009 (Irlanda).
- Campeón Torneo de las Seis Naciones 2014 (Irlanda).
- Campeón Torneo de las Seis Naciones 2015 (Irlanda).